# Nya Zeeland i olympiska vinterspelen 1998
Nya Zeeland deltog med åtta deltagare vid de olympiska vinterspelen 1998 i Nagano. Ingen av landets deltagare erövrade någon medalj.